# Omologia singolare
In topologia l'omologia singolare è una costruzione che permette di associare ad uno spazio topologico un oggetto algebrico detto omologia. 
Esistono altre costruzioni che producono essenzialmente la stessa omologia, ad esempio l'omologia simpliciale e l'omologia cellulare. L'omologia singolare è la costruzione che funziona nella più ampia generalità: per la sua costruzione non è necessario che lo spazio topologico sia un complesso simpliciale o un complesso di celle.

## Definizione
Sia {\displaystyle X} uno spazio topologico. Come ogni omologia, l'omologia singolare è definita a partire da un complesso di catene
{\displaystyle \dotsb {\overset {\partial _{n+1}}{\longrightarrow \,}}C_{n}{\overset {\partial _{n}}{\longrightarrow \,}}C_{n-1}{\overset {\partial _{n-1}}{\longrightarrow \,}}\dotsb {\overset {\partial _{2}}{\longrightarrow \,}}C_{1}{\overset {\partial _{1}}{\longrightarrow \,}}C_{0}{\overset {\partial _{0}}{\longrightarrow \,}}0.}
Il complesso di catene qui è costruito a partire dalla nozione di simplesso singolare.

### Simplesso standard

Il simplesso standard di dimensione 2 è un triangolo nello spazio. I suoi vertici sono i punti che definiscono la base canonica di.

Il simplesso standard {\displaystyle \Delta _{n}} è l'inviluppo convesso in {\displaystyle \mathbb {R} ^{n+1}} dei punti 
{\displaystyle e_{0},\ldots ,e_{n}}
che formano la base canonica di {\displaystyle \mathbb {R} ^{n+1}}. Per {\displaystyle n=1,2,3} il simplesso standard è rispettivamente un segmento, un triangolo, un tetraedro. I punti {\displaystyle e_{0},e_{1},\ldots ,e_{n}} sono i vertici del simplesso. Il simplesso {\displaystyle \Delta _{n}} ha dimensione {\displaystyle n}.
Una faccia di dimensione {\displaystyle k} di {\displaystyle \Delta _{n}} è l'inviluppo convesso di {\displaystyle k+1} vertici distinti
{\displaystyle e_{i_{0}},\ldots ,e_{i_{k}}.}
Tale faccia è canonicamente identificata con il simplesso standard {\displaystyle \Delta _{k}}: il fatto che questa identificazione sia canonica è un punto essenziale della teoria, che dipende dal fatto che i vertici del simplesso standard sono ordinati. Se {\displaystyle i_{0}<\ldots <i_{k}}, l'identificazione {\displaystyle F} è tale che
{\displaystyle F(e_{i_{j}})=e_{j}}
e si estende per combinazione convessa a tutta la faccia.
Se la dimensione non è specificata, per faccia di {\displaystyle \Delta _{n}} si intende una faccia di dimensione {\displaystyle n-1}: queste giocano un ruolo importante nella costruzione dell'omologia singolare. Il simplesso {\displaystyle \Delta _{n}} ha quindi {\displaystyle n+1} facce {\displaystyle f_{0},\ldots ,f_{n}} opposte ai vertici {\displaystyle e_{0},\ldots ,e_{n}}.

### Simplesso singolare
Sia {\displaystyle X} uno spazio topologico
Un simplesso singolare è una mappa continua
{\displaystyle \sigma \colon \Delta _{n}\to X}
dal simplesso standard in {\displaystyle X}. Anche qui {\displaystyle n} è la dimensione del simplesso singolare.
Il bordo {\displaystyle i}-esimo {\displaystyle \partial _{i}\sigma } del simplesso singolare {\displaystyle \sigma } è il simplesso singolare di dimensione {\displaystyle n-1} seguente:
{\displaystyle \partial _{i}\sigma \colon \Delta _{n-1}\to X}
definito restringendo {\displaystyle \sigma } alla {\displaystyle i}-esima faccia di {\displaystyle \Delta _{n}} (identificata canonicamente con {\displaystyle \Delta _{n-1}}).

### Complesso di catene
Una catena è una combinazione lineare formale di simplessi singolari (tutti della stessa dimensione {\displaystyle n}), a coefficienti interi
{\displaystyle a_{1}\sigma _{1}+\ldots +a_{h}\sigma _{h}.}
Il numero {\displaystyle h} di elementi è variabile (purché finito) e i coefficienti {\displaystyle a_{i}} sono numeri interi. Una catena non è una mappa: può essere interpretata solo astrattamente, come combinazione lineare formale di oggetti. Le catene possono essere sommate in modo naturale e formano un gruppo abeliano, indicato con {\displaystyle C_{n}}. In altre parole, {\displaystyle C_{n}} è il gruppo abeliano libero generato dall'insieme di tutti i simplessi singolari. Questo insieme è in generale molto grande (può avere cardinalità più che numerabile anche per spazi {\displaystyle X} molto semplici).
Per definire un complesso di catene è infine necessario introdurre una mappa di bordo
{\displaystyle \partial \colon C_{n}\to C_{n-1}.}
per ogni {\displaystyle n>0}.
La mappa è definita su ogni simplesso singolare {\displaystyle \sigma } di dimensione {\displaystyle n} nel modo seguente:
{\displaystyle \partial \sigma =\sum _{i=0}^{n}(-1)^{i}\partial _{i}\sigma .}
La mappa {\displaystyle \partial } è quindi estesa per linearità a tutto {\displaystyle C_{n}}.

### Omologia
La costruzione descritta produce finalmente un complesso di catene
{\displaystyle \dotsb {\overset {\partial _{n+1}}{\longrightarrow \,}}C_{n}{\overset {\partial _{n}}{\longrightarrow \,}}C_{n-1}{\overset {\partial _{n-1}}{\longrightarrow \,}}\dotsb {\overset {\partial _{2}}{\longrightarrow \,}}C_{1}{\overset {\partial _{1}}{\longrightarrow \,}}C_{0}{\overset {\partial _{0}}{\longrightarrow \,}}0.}
L'alternanza dei segni nella definizione di {\displaystyle \partial } ha un importante effetto: la composizione di due bordi successivi è sempre la mappa banale, cioè quella che manda ogni simplesso nello zero (lo zero in {\displaystyle C_{n}} è la combinazione lineare vuota). Infatti facendo due volte il bordo di un {\displaystyle n}-simplesso singolare si ottiene una catena in cui ogni {\displaystyle (n-2)}-sottosimplesso singolare compare due volte, ma con segni opposti. Vale quindi la proprietà
{\displaystyle \partial _{n}\circ \partial _{n+1}=0.}
A questo punto l'omologia singolare è definita a partire da questo complesso con un procedimento standard, usato in tutte le teorie omologiche. Si definisce l'{\displaystyle n}-esimo gruppo di omologia singolare {\displaystyle H_{n}(X)} come
il gruppo quoziente
{\displaystyle H_{n}(X)=\ker(\partial _{n})/\mathrm {im} (\partial _{n+1}).}